# 池田政美
池田 政美（いけだ まさよし）は、江戸時代中期の旗本。

## 略歴
享保10年（1725年）、池田由道の三男として誕生。幼名は震五郎。
池田政休の養子となり、寛保元年（1741年）12月27日、遺領を継ぐ。延享3年（1746年）12月14日、火事場見廻役を務め、宝暦4年（1754年）1月11日、使番となったが、宝暦6年9月11日（1756年10月4日）、32歳で死去した。
跡を子の政朗が継いだ。

## 系譜
- 父：池田由道（1681-1743）
- 母：不詳
- 養父：池田政休（1715-1741）
- 室：藤堂良端の娘
- 生母不明の子女
  - 男子：金七郎 - 早世
  - 男子：池田政朗（1742-1782）